# غيغادزور (آراغاتسوتن)
مدينة غيغادزور (بالإنجليزية: Geghadzor)‏ هي إحدى المدن التابعة لمقاطعة آراغاتسوتن في أرمينيا. يقدر عدد سكانها بـ 1338 نسمة حسب الإحصاء الذي جرى عام 2011.